# خنفساء القلف المسننة
خنفساء القلف المسننة (الاسم العلمي:Scolytus dentatus) هو نوع من الحشرات يتبع جنس خنفساء القلف من فصيلة السوسية الحقيقية.